# Schillstraße 21 (Stralsund)

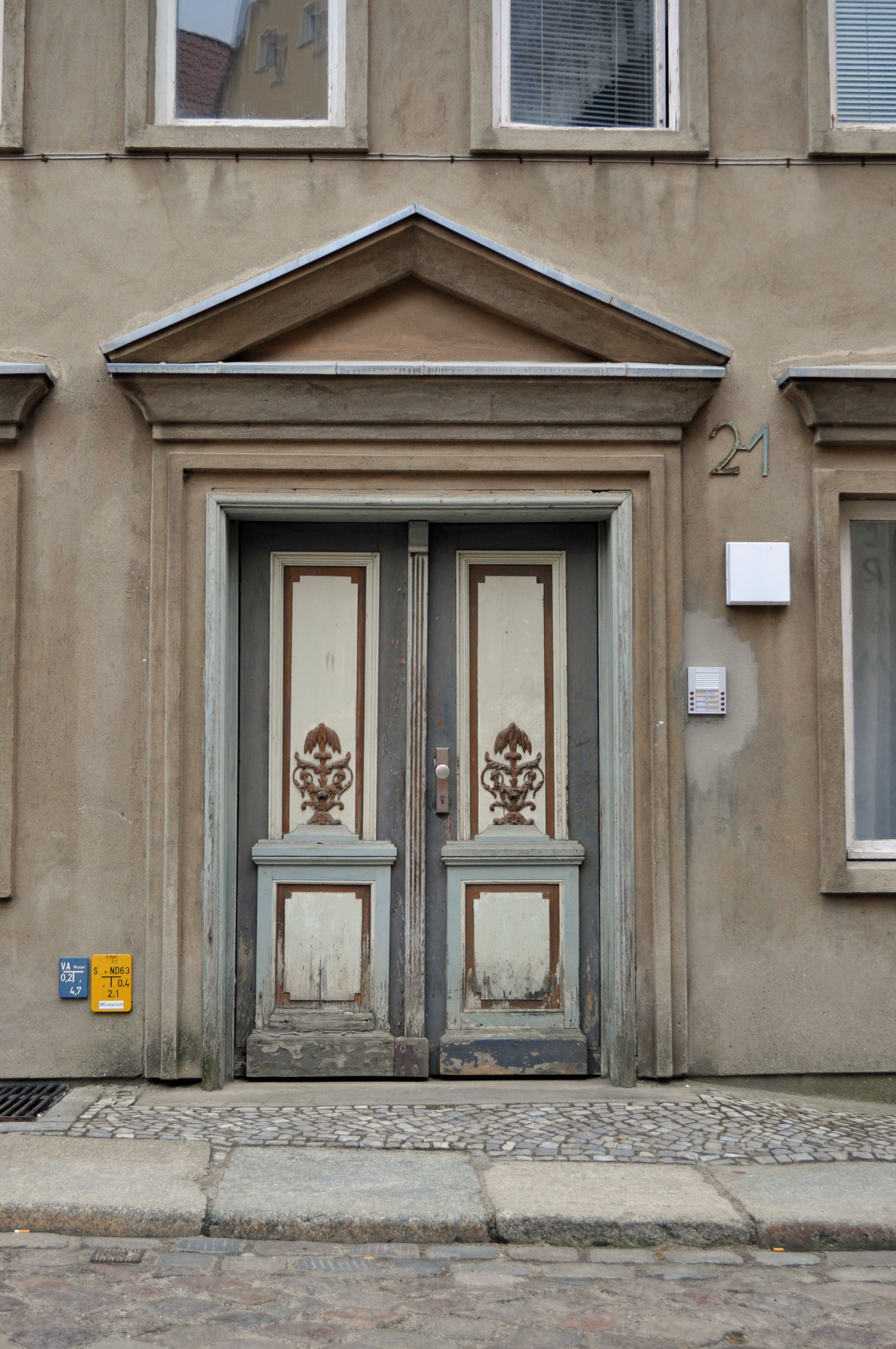
Die denkmalgeschützte Haustür des Hauses Schillstraße 21 in Stralsund (2012)

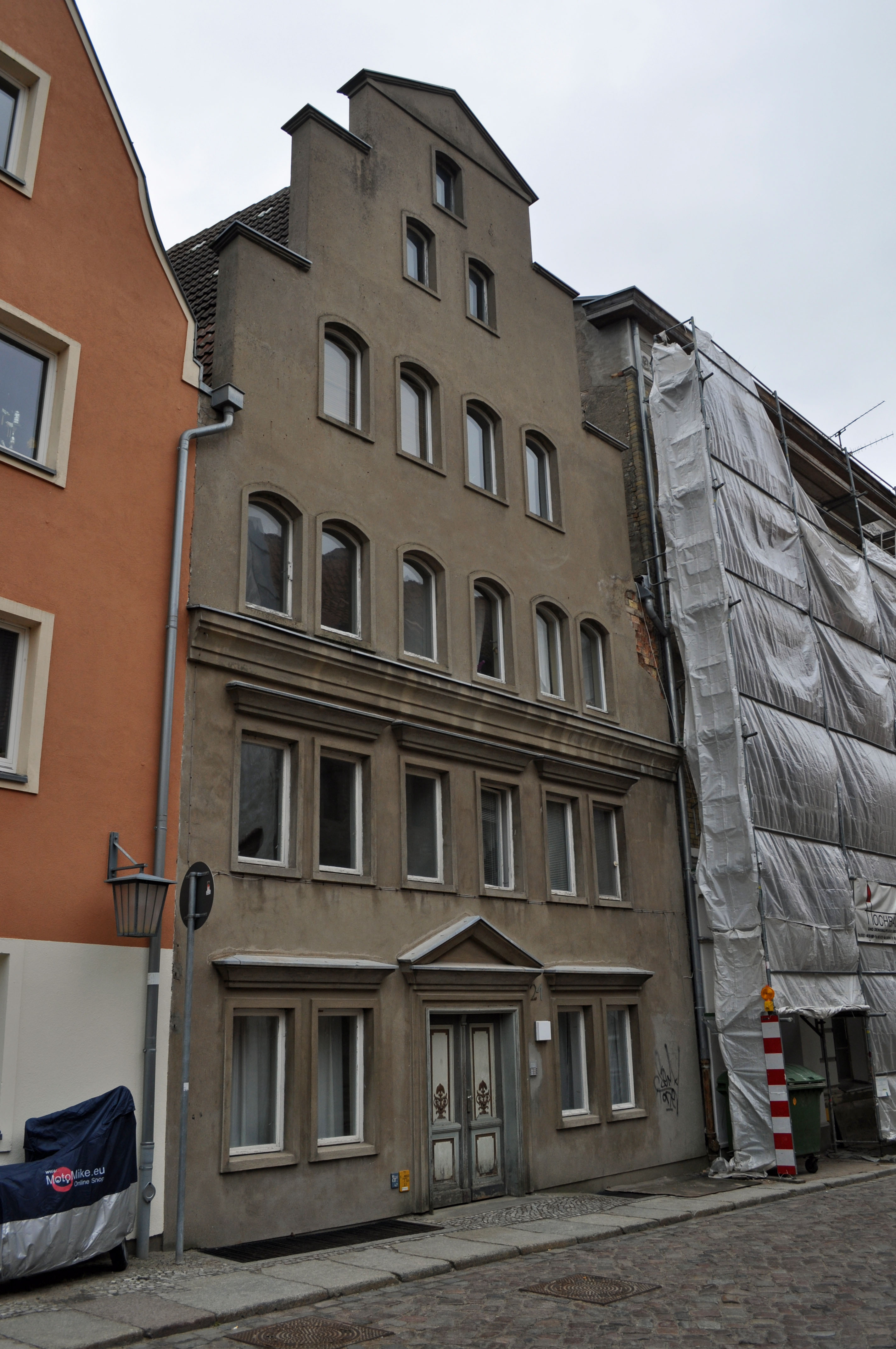
Das Haus Schillstraße 21 in Stralsund (2012)

Das Gebäude mit der postalischen Adresse Schillstraße 21 ist ein Bauwerk in der Schillstraße in Stralsund. Seine Haustür ist denkmalgeschützt.
Das dreigeschossige und sechsachsige Gebäude wurde in den Jahren 1973 bis 1974 errichtet. Angelehnt ist der Entwurf an den aus der Mitte des 18. Jahrhunderts stammenden Vorgängerbau.
Die Haustür, die unter Denkmalschutz steht, stammt aus dem Haus Mühlenstraße Nr. 19 und wurde am Beginn des 19. Jahrhunderts geschaffen.
Das Haus liegt im Kerngebiet des von der UNESCO als Weltkulturerbe anerkannten Stadtgebietes des Kulturgutes „Historische Altstädte Stralsund und Wismar“. In die Liste der Baudenkmale in Stralsund ist seine Haustür mit der Nummer 683 eingetragen.